# Apatidea kohalana
Apatidea kohalana är en mångfotingart som beskrevs av Carl Graf Attems 1936. Apatidea kohalana ingår i släktet Apatidea och familjen Caspiopetalidae. Inga underarter finns listade i Catalogue of Life.